# Jubula hutchinsiae
Espèce
Synonymes
- Jubula hutchinsiae var. integrifolia (Stephani) S. Hatt.[2]
- Jungermannia hutchinsiae Hook.[3]

Jubula hutchinsiae est une espèce d'hépatiques de la famille des Jubulaceae. 

## Étymologie
L’épithète spécifique hutchinsiae est un hommage à la botaniste et phycologue irlandaise Ellen Hutchins.

## Liste des sous-espèces et variétés
Selon Catalogue of Life (9 août 2020) :
- sous-espèce Jubula hutchinsiae subsp. australiae
- sous-espèce Jubula hutchinsiae subsp. bogotensis
- sous-espèce Jubula hutchinsiae subsp. caucasica
- sous-espèce Jubula hutchinsiae subsp. hutchinsiae
- sous-espèce Jubula hutchinsiae subsp. japonica
- sous-espèce Jubula hutchinsiae subsp. javanica
- sous-espèce Jubula hutchinsiae subsp. pennsylvanica

Selon Tropicos (9 août 2020) (Attention liste brute contenant possiblement des synonymes) :
- sous-espèce Jubula hutchinsiae subsp. australiae Pócs & A. Cairns
- sous-espèce Jubula hutchinsiae subsp. bogotensis (Steph.) Verd.
- sous-espèce Jubula hutchinsiae subsp. caucasica Konstant. & Vilnet
- sous-espèce Jubula hutchinsiae subsp. hutchinsiae
- sous-espèce Jubula hutchinsiae subsp. japonica (Steph.) Horik. & Ando
- sous-espèce Jubula hutchinsiae subsp. javanica (Steph.) Verd.
- sous-espèce Jubula hutchinsiae subsp. pennsylvanica (Steph.) Verd.
- variété Jubula hutchinsiae var. costaricensis Herzog
- variété Jubula hutchinsiae var. fimbriata Horik. & Ando
- variété Jubula hutchinsiae var. hutchinsiae
- variété Jubula hutchinsiae var. integrifolia (Lindb.) Macvicar
- variété Jubula hutchinsiae var. pinnata Spruce
- variété Jubula hutchinsiae var. sullinvatii Spruce
- variété Jubula hutchinsiae var. sullivantii Spruce
- variété Jubula hutchinsiae var. trispina Horik. & Ando
- variété Jubula hutchinsiae var. warburgii Schiffn.